# Droge huid
Droge huid, ook wel xerosis cutis of xerodermie, is een toestand van de huid. Het wordt gekenmerkt door droogheid en schilfering, de oorzaak daarvan is een relatief tekort aan water in de hoornlaag. Het is een belangrijke oorzaak van jeuk zonder huidafwijkingen.

## Oorzaken
Allerlei factoren kunnen bijdragen aan een droge huid:
- Ouderdom
- Mensen met erfelijke aandoeningen als ichthyosis vulgaris en atopie hebben sneller last van een droge huid
- Lage luchtvochtigheid (bijvoorbeeld bij vorst)
- (Aangeboren) tekort aan huideigen lipiden
- Overmatig gebruik van zeep en irritantia, of langdurige hete douche
- Slechte nierfunctie en nierdialyse.
- Eenzijdige of te weinig voeding
- Gebruik van bepaalde medicijnen (zoals middelen tegen acne)

Het onderscheid met enerzijds gewone huid en anderzijds meer afgebakende aandoeningen als asteatotisch eczeem en ichthyosis vulgaris is soms moeilijk te maken.

## Verschijnselen
Verschijnselen van een droge huid zijn:
- fijne schilfering, vaak beginnend op de onderbenen
- jeuk, vooral na baden of douchen
- wollen kleding wordt niet verdragen, vanwege het kriebelen.
- de huid glimt niet, maar lijkt wat wittig

Als de huid erg droog is, kan het overgaan in asteatotisch eczeem

## Behandeling
Uitdrogen van de huid voorkomen door de huid regelmatig in te vetten met crème of zalf, en bij het douchen een doucheolie te gebruiken. Soms is het nodig minder vaak of minder heet te douchen. Er is geen eenduidig effect aangetoond van capsules met speciale vetten of vetzuren. Het gebruik van lotion of bodymilk helpt kortdurend tegen de jeuk, maar zal op de lange termijn het probleem verergeren doordat een lotion erg veel water bevat en maar weinig vet of olie.